# Kněžičky
Kněžičky jsou obec v okrese Nymburk ve Středočeském kraji. Leží asi osmnáct kilometrů východně od města Poděbrady. Žije v ní 189 obyvatel.

## Historie
První písemná zmínka o obci pochází z roku 1390.
V obci Kněžičky (461 obyvatel) byly v roce 1932 evidovány tyto živnosti a obchody: strojní družstvo, 3 hostince, kolář, kovář, řezník, 2 obchody se smíšeným zbožím, spořitelní a záložní spolek pro Kněžičky, 2 trafiky.

## Přírodní poměry
Do jižní části katastrálního území obce zasahuje část národní přírodní rezervace Kněžičky.

## Obyvatelstvo
| Rok            | 1869 | 1880 | 1890 | 1900 | 1910 | 1921 | 1930 | 1950 | 1961 | 1970 | 1980 | 1991 | 2001 | 2011 | 2021 |
| -------------- | ---- | ---- | ---- | ---- | ---- | ---- | ---- | ---- | ---- | ---- | ---- | ---- | ---- | ---- | ---- |
| Počet obyvatel | 410  | 381  | 401  | 437  | 512  | 456  | 418  | 356  | 306  | 294  | 235  | 204  | 183  | 188  | 170  |
| Počet domů     | 46   | 50   | 53   | 67   | 75   | 75   | 90   | 91   | 92   | 82   | 77   | 94   | 96   | 99   | 96   |

## Obecní správa

### Územněsprávní začlenění
Dějiny územněsprávního začleňování zahrnují období od roku 1850 do současnosti. V chronologickém přehledu je uvedena územně administrativní příslušnost obce v roce, kdy ke změně došlo:
- 1850 země česká, kraj Jičín, politický okres Poděbrady, soudní okres Městec Králové, obec Výkleky[7]
- 1855 země česká, kraj Jičín, soudní okres Městec Králové, obec Výkleky
- 1868 země česká, politický okres Poděbrady, soudní okres Městec Králové, obec Výkleky
- 1877 země česká, politický okres Poděbrady, soudní okres Městec Králové, obec Velké Výkleky
- 1887 země česká, politický okres Poděbrady, soudní okres Městec Králové
- 1939 země česká, Oberlandrat Kolín, politický okres Poděbrady, soudní okres Městec Králové[8]
- 1942 země česká, Oberlandrat Hradec Králové, politický okres Nymburk, soudní okres Městec Králové[9]
- 1945 země česká, správní okres Poděbrady, soudní okres Městec Králové[10]
- 1949 Pražský kraj, okres Poděbrady[11]
- 1960 Středočeský kraj, okres Nymburk
- k 1. lednu 1961 Středočeský kraj, okres Nymburk, obec Běrunice[12]
- k 1. lednu 1994 Středočeský kraj, okres Nymburk[12]
- 2003 Středočeský kraj, okres Nymburk, obec s rozšířenou působností Poděbrady

### Obecní symboly
Znak a vlajka byly obci uděleny rozhodnutím předsedy Poslanecké sněmovny Parlamentu České republiky dne 6. ledna 2021.

## Doprava
Dopravní síť
- Pozemní komunikace – Obcí prochází silnice II/611 Praha – Poděbrady – Kněžičky – Chlumec nad Cidlinou – Hradec Králové.
- Železnice – Železniční trať ani stanice na území obce nejsou. Nejbližší železniční zastávkou jsou Běrunice ve vzdálenosti 1,5 kilometru ležící na trati 062 vedoucí z Křince do Chlumce nad Cidlinou.

Veřejná doprava 2025
- Autobusová doprava – V obci zastavovala autobusová linka 541 v trase Dlouhopolsko - Kněžičky - Běrunice - Městec Králové, nám. - Podmoky, U Kovárny - Vrbice, U Váhy - Okřínek, prodejna - Senice - Úmyslovice - Netřebice - Budiměřice - Nymburk, hl. nádr.